# Temnothorax yushui
Temnothorax yushui (лат.) — вид мелких муравьёв рода Temnothorax из подсемейства мирмицины (Formicidae). Встречается в Китае.

## Этимология
Видовое название T. yushui происходит от слова «Yushui» (清明, «юшуй», «дождевая вода»), обозначающего один из 24 сроков (знаков зодиака) традиционного Китайского солнечного календаря (знак Рыбы, с 19 февраля).

## Распространение
Китай: Сычуань и Юньнань.

## Описание
Мелкие муравьи (около 3 мм), основная окраска тела коричневато-жёлтая. Новый вид сходен с T. dashu, но отличается тем, что у нового вида спинная поверхность головы плотно сетчатая с рыхлыми продольными бороздками на центральной области, бока мезосомы мелко сетчатые, постеродорсальный угол проподеума тупо отогнут, а цвет тела светло-жёлтый; у T. dashu дорсум головы крупно сетчатый на центральной области, бока мезосомы крупно сетчатые, постеродорсальный угол проподеума прямо изогнут, и цвет тела красновато-коричневый, голова черновато-коричневая. Новый вид также похож на T. chushu, но отличается тем, что у нового вида проподеальные шипы тупо наклонены в боковом виде, передняя поверхность петиолярного узла почти прямая, метаплевры продольно морщинистые; у T. chushu проподеальные шипы остро наклонены в боковом виде, передняя поверхность петиолярного узла слабо вогнутая, метаплевры сетчатые. Заднегрудь угловатая, с проподеальными шипиками. Грудь и голова сверху с морщинками, профиль ровный, без промезонотального и метанотального шва. Брюшко гладкое и блестящее. Усики 12-члениковые. Вид был впервые описан в 2024 году китайскими мирмекологами Yu-Han Qian и Zheng-Hui Xu (Southwest Forestry University, Куньмин, Юньнань) по типовым материалам из Китая.

### Комментарии
1. ↑  В западном календаре это соответствует первой половине зодиакального знака Рыбы (с 19 февраля), а в переводе означает «дождевая вода». Второй половине соответствует jīngzhé и назван вид Temnothorax jingzhe.